# Clásica de San Sebastián 2018
Clásica de San Sebastián 2018 – 38. edycja jednodniowego wyścigu kolarskiego Clásica de San Sebastián odbył się 4 sierpnia 2018 roku. Start i meta wyścigu znajdowały się w San Sebastián.

## Uczestnicy
Na starcie tego klasycznego wyścigu stanęły 22 zawodowe ekipy, osiemnaście drużyn jeżdżących w UCI World Tour 2018 i cztery profesjonalne ekipy zaproszone przez organizatorów z tzw. "dziką kartą".
| Numery  | Kod | Drużyna                |
| ------- | --- | ---------------------- |
| 1-7     | SKY | Team Sky               |
| 11-17   | ALM | Ag2r-La Mondiale       |
| 21-27   | AST | Astana Pro Team        |
| 31-37   | TBM | Bahrain-Merida         |
| 41-47   | BMC | BMC Racing Team        |
| 51-57   | BOH | Bora-Hansgrohe         |
| 61-67   | BUR | Burgos BH              |
| 71-77   | CJR | Caja Rural-Seguros RGA |
| 81-87   | COF | Cofidis                |
| 91-97   | EUS | Euskadi–Murias         |
| 101-107 | GFC | Groupama-FDJ           |

| Numery  | Kod | Drużyna                   |
| ------- | --- | ------------------------- |
| 111-117 | LTS | Lotto Soudal              |
| 121-127 | MTS | Mitchelton-Scott          |
| 131-137 | MOV | Movistar Team             |
| 141-147 | QST | Quick-Step Floors         |
| 151-157 | DDD | Dimension Data            |
| 161-167 | EFD | EF Education First–Drapac |
| 171-177 | KAT | Team Katusha-Alpecin      |
| 181-187 | TLJ | Team LottoNL-Jumbo        |
| 191-197 | SUN | Team Sunweb               |
| 201-207 | TFS | Trek-Segafredo            |
| 211-217 | UAD | UAE Team Emirates         |

## Klasyfikacja generalna
| M-ce | Imię i nazwisko    | Kraj      | Drużyna                   | Czas       |
| ---- | ------------------ | --------- | ------------------------- | ---------- |
| 1.   | Julian Alaphilippe | Francja   | Quick-Step Floors         | 6h 03' 45" |
| 2.   | Bauke Mollema      | Holandia  | Trek-Segafredo            | + 0"       |
| 3.   | Anthony Roux       | Francja   | Groupama-FDJ              | + 16"      |
| 4.   | Greg Van Avermaet  | Belgia    | BMC Racing Team           | + 16"      |
| 5.   | Julien Simon       | Francja   | Cofidis                   | + 16"      |
| 6.   | Rigoberto Urán     | Kolumbia  | EF Education First–Drapac | + 16"      |
| 7.   | Ion Izagirre       | Hiszpania | Bahrain-Merida            | + 16"      |
| 8.   | Robert Gesink      | Holandia  | Team LottoNL-Jumbo        | + 16"      |
| 9.   | Steven Kruijswijk  | Holandia  | Team LottoNL-Jumbo        | + 16"      |
| 10.  | Antwan Tolhoek     | Holandia  | Team LottoNL-Jumbo        | + 16"      |
|      |                    |           |                           |            |
| DNF  | Tomasz Marczyński  | Polska    | Lotto Soudal              | -          |